# Prevenge
Prevenge és una pel·lícula de comèdia slasher britànica del 2016 escrita, dirigida i protagonitzada per Alice Lowe al seu debut a la direcció. La pel·lícula també és protagonitzada per Kate Dickie, Kayvan Novak, Jo Hartley, Mike Wozniak, Gemma Whelan i Tom Davis. La trama segueix una vídua embarassada que està convençuda que el seu fetus l'està obligant a embarcar-se en una matança com a venjança per la mort del seu marit.
La fotografia principal va tenir lloc principalment a Cardiff en menys de dues setmanes, mentre que la mateixa Lowe estava embarassada. La pel·lícula es va estrenar als cinemes el febrer de 2017. Abans de l'estrena de la pel·lícula, Lowe va donar a llum una nena, Della, que va poder retratar el nounat de Ruth a la pel·lícula, als 10 dies d'edat.

## Argument
Després que el seu marit mor en un accident d'escalada quan la resta del seu grup el va deixar anar, la Ruth, ara molt embarassada, es convenç que el seu fetus l'està obligant a assassinar per venjança i rastreja les altres persones que van estar implicades en l'accident d'escalada. La seva primera víctima és l'amo d'una botiga de rèptils, a qui mata tallant-li la gola. Quan la seva llevadora li diu que el nadó li farà saber què és bo per a ella, la Ruth revela que creu que el seu nadó ja li diu què ha de fer. Entre diversos nomenaments de llevadores, Ruth mata gent. En un dels seus últims intents d'assassinar, la Ruth pateix una emergència que posa en perill la seva vida pel que fa al seu nadó. Així, dóna a llum ràpidament al seu nadó mitjançant cesària d'emergència. Diversos dies després de la cirurgia, la Ruth està força deprimida, però aviat s'adona que el seu nadó és només una nena normal, no un nadó psicòpata. La llevadora va intentar tranquil·litzar la Ruth que tot anirà bé, i va a buscar que l'auxiliar de salut l'ajudi amb els seus sentiments. La Ruth aprofita aquest temps per acomiadar-se del seu bebè i marxa als penya-segats per matar per darrera vegada.

## Repartiment
- Alice Lowe com a Ruth
- Jo Hartley com a llevadora
- Gemma Whelan com a Len
- Kate Dickie com a Ella
- Kayvan Novak com a Tom
- Tom Davis com a DJ Dan
- Dan Renton Skinner com el Sr. Zabek
- Mike Wozniak com a Josh
- Tom Meeten com a Zac
- Eileen Davies com a Jill
- Della Moon Synnott com a Baby

## Recepció
Prevenge va rebre crítiques positives per la seva barreja de comèdia negra i terror. Té una puntuació del 91 % a l'agregador de ressenyes Rotten Tomatoes. El consens del lloc diu: "Tan ambiciós com atrevidament transgressora, Prevenge hauria d'emocionar els fans de la comèdia de terror negra i obrir oportunitats incalculables per a l'escriptora/directora/estrella Alice Lowe".
Peter Bradshaw de The Guardian va donar a la pel·lícula quatre de cada cinc, anomenant-la "un èxit espantós". Mark Kermode, també per a The Guardian, va donar a la pel·lícula quatre estrelles de cinc i la va qualificar d'"impressionantment peculiar pel·lícula".
Jeanette Catsoulis de The New York Times anomena la pel·lícula "una meditació brillantment concebuda sobre l'ansietat de preparació i el dolor extrem". Guy Lodge de Variety va anomenar la pel·lícula "un debut com a director descarat però emocionantment singular". David Ehrlich d'IndieWire que va donar a la pel·lícula una B− però va considerar que la pel·lícula podria haver utilitzat més temps "in utero".
Menys efusiu va ser Simon Abrams de RogerEbert.com va donar a la pel·lícula un període i mig, dient que és "una idea gonzo a la recerca d'una millor execució".

## Reconeixements
| Premi                           | Data                   | Categoria                | Receptors i nominats | Resultat  |
| ------------------------------- | ---------------------- | ------------------------ | -------------------- | --------- |
| British Independent Film Awards | 4 de desembre de 2016  | Premi Douglas Hickox     | Alice Lowe           | Nominat   |
| Monster Fest                    | 29 de novembre de 2016 | Premi Monster Innovation | Alice Lowe           | Guanyador |